# Bonneyana terminalis
Bonneyana terminalis är en insektsart som beskrevs av Ball 1937. Bonneyana terminalis ingår i släktet Bonneyana och familjen dvärgstritar. Inga underarter finns listade i Catalogue of Life.